# 藤原公季
藤原 公季（ふじわら の きんすえ）は、平安時代中期の公卿。藤原北家、右大臣・師輔の十一男（十二男とも）。官位は従一位・太政大臣、贈正一位。閑院大臣と号す。漢風諡号は仁義公、国公は甲斐公。閑院流の祖。

## 経歴
朱雀・村上両天皇の同母姉・康子内親王を母として生まれる。幼名は宮雄君。生後まもなく母が亡くなったため、幼少時は姉の中宮安子に引き取られ宮中で育てられる。叔父にあたる村上天皇からもとてもかわいがられ、いつも天皇の近くに侍って、親王方と同様に養育されたが、食事の台（台盤）の高さだけは一寸（約3cm）だけ低いものを使って、親王方と区別されていた。しかし、宮中で皇子同然な振舞いをする公季に当時皇子であった円融天皇が嘆いたという。
冷泉朝初頭の康保4年（967年）元服し、正五位下に直叙される。円融朝初頭の天禄元年（970年）従四位下・侍従に叙任されると、天延3年（975年）従四位上、天延4年（976年）正四位下・左近衛中将と順調に昇進し、天元4年（981年）従三位、天元6年（983年）参議と20歳代半ばにして公卿に列す。議政官の傍らで侍従を兼ね、永観3年（985年）には正三位に叙せられている。
寛和2年（986年）一条天皇の即位に伴って、権中納言に昇進するとともに、皇太子・居貞親王の春宮権大夫（のち春宮大夫）に任ぜられる。長徳元年（995年）伝染病の猖獗などによって関白・藤原道隆を始めとして大納言以上の大官6名が没したため、公季は大納言に昇進し、さらに長徳2年（996年）長徳の変が発生して内大臣・伊周が失脚したため、翌長徳3年（997年）公季はその後任として内大臣に就任した。一条・三条の両朝を通して、20年の長きに亘って内大臣の任にあり藤原道長政権を支える。一方、娘・義子を一条天皇の弘徽殿女御として入内させ後宮対策を進めたが、皇子女が得られず失敗に終わった。晩年には、孫の藤原公成を養子にして特別に目をかけ、内裏への参入・退出は必ず公成と一緒に行っていた。長和4年（1015年）には子息の実成を権中納言に昇進させるため、公季は左近衛大将の官職を辞している。
後一条朝初頭の寛仁元年（1017年）右大臣に就任し、皇太弟・敦良親王の東宮傅も兼ねる。寛仁5年（1021年）左大臣・藤原顕光の致仕に伴う人事異動もあり、公季は従一位・太政大臣に至った。
長元2年（1029年）10月17日薨御。享年74。最終官位は太政大臣従一位。没後、正一位の贈位を受けて、甲斐国に封じられ、仁義公と諡された。

## 官歴
『公卿補任』による。
- 康保4年（967年） 10月17日：元服、正五位下（直叙）
- 天禄元年（970年） 11月24日：従四位下。12月20日：侍従
- 天延3年（975年） 正月7日：従四位上
- 天延4年（976年） 正月7日：正四位下。12月22日：左近衛中将
- 貞元2年（977年） 正月28日：兼備前守
- 天元4年（981年） 正月7日：従三位、左中将如元。正月29日：止備前守?[3]。10月16日：兼播磨権守
- 天元6年（983年） 12月13日：参議、止中将権守[3]
- 永観2年（984年） 2月1日：兼播磨権守。10月30日：侍従
- 永観3年（985年） 10月15日：兼近江守。11月20日：正三位（超忠清）
- 寛和2年（986年） 7月：兼春宮権大夫（春宮・居貞親王）。7月20日：権中納言
- 永祚元年（989年） 7月13日：兼春宮大夫
- 正暦2年（991年） 9月7日：中納言
- 長徳元年（995年） 6月19日：大納言、大夫如元
- 長徳2年（996年） 8月5日：兼按察使。9月8日：兼左近衛大将
- 長徳3年（997年） 7月5日：内大臣。7月9日：大将如元
- 長徳5年（999年） 正月7日：従二位（大臣労）
- 長保3年（1001年） 10月10日：正二位（臨時）
- 長和4年（1015年） 10月27日：辞大将（以男実成卿申任権中納言）
- 寛仁元年（1017年） 3月4日：右大臣。3月23日：聴輦車。8月9日：兼東宮傅（東宮・敦良親王）
- 寛仁5年（1021年） 正月7日：従一位。7月25日：太政大臣
- 治安2年（1022年） 7月14日：賜随身8人左右近衛4人
- 長元2年（1029年） 10月17日：薨御。10月22日：贈正一位、封甲斐国、諡仁義公

## 系譜
- 父：藤原師輔
- 母：康子内親王 - 醍醐天皇の十四皇女
- 妻：有明親王の女
  - 長女：藤原義子（974-1053） - 一条天皇女御
  - 長男：藤原実成（975-1044）
  - 次男：如源（977-1021） - 延暦寺少僧都
- 生母不詳の子女
  - 男子：藤原親賢
  - 男子：信覚（1011-1084） - 東大寺別当
- 養子女
  - 養子：藤原公成（999-1043） - 藤原実成の子

晩年の彼が特別に目をかけた嫡孫・公成は、生前の官位こそ中納言どまりであったが、死後、その娘・茂子（藤原能信養女）の生んだ皇子が即位（白河天皇）し、祖父が成し遂げなかった事業を完成した。以後、白河天皇を始めとして、院政期には閑院家の女子所生の皇子から多数の天皇（鳥羽・崇徳・後白河）を輩出したため、公季の子孫は栄え、摂関流に継ぐ地位を占めた。藤原冬嗣の邸宅だった閑院殿を伝領し居住した所以で、公季には閑院大臣の別称があり、その子孫は閑院（家）流と呼ばれるが、公成の孫（公季の5代孫）にあたる権大納言公実の三子によって分立した三条・西園寺・徳大寺の三清華家を筆頭に、この系統の公家は堂上家で25家を数える。

## 関連作品
テレビドラマ
- 『光る君へ』（2024年、NHK大河ドラマ、演：米村拓彰）